# Spielbank Erfurt
Die Spielbank Erfurt war ein Unternehmen der im Besitz der NRW.Bank befindlichen WestSpiel und die einzige staatlich konzessionierte Spielbank Thüringens.

## Gebäude und Angebot
Standort war das Pullman Hotel gegenüber dem Theater und unweit des Mariendoms. Eine architektonische Besonderheit war die Deckenbeleuchtung, die den Grundriss der Zitadelle Petersberg widerspiegelt. In der Spielbank wurden überwiegend das Automatenspiel und in geringerem Maße das „Klassische Spiel“ mit Poker, Black Jack und elektronischem Roulette angeboten.

## Geschichte
Die Spielbank Erfurt wurde am 15. Dezember 2005 eröffnet, nachdem das Land Thüringen bereits drei Jahre zuvor im Rahmen einer Patronatserklärung gegenüber dem Hotelbetreiber die Miete von monatlich 33.000 Euro übernommen hatte. Mit dieser umstrittenen Verwendung von Steuergeldern beschäftigte sich ein Untersuchungsausschuss des Thüringer Landtages.
Im September 2007 wurde das Spielangebot um das „Klassische Spiel“ erweitert. 2009 besuchten knapp 25.000 Gäste die Spielbank. Der Bruttospielertrag lag bei etwa zwei Millionen Euro. Der größte Teil dieses Ertrages wurde als Spielbankabgabe an die öffentliche Hand abgeführt. Sie ging an die Stadt Erfurt, das Land Thüringen und die Ehrenamtsstiftung Thüringen für gemeinnützige Zwecke. Bis 2011 betrug sie jährlich 1,3 Millionen Euro und wurde der defizitären Situation wegen danach reduziert.
Die Konzession für die Spielbank Erfurt, die zwanzig Mitarbeiter beschäftigte, endete 2014. Ende 2014 wurde die Spielbank Erfurt geschlossen.